# イライザ・ドゥーリトル

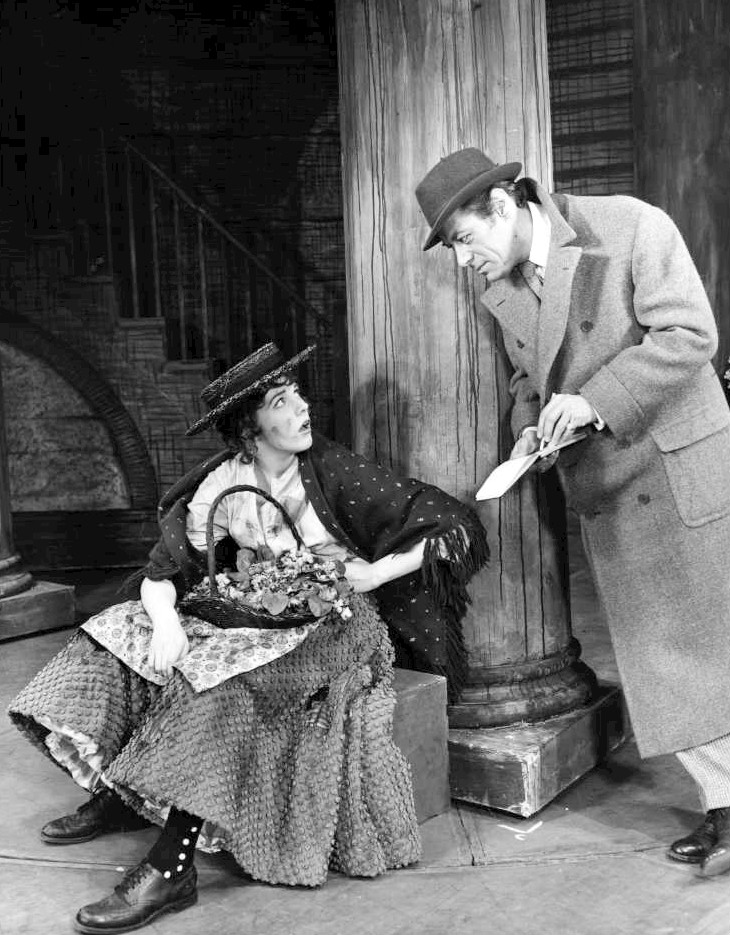
『ピグマリオン』の1956年のミュージカル翻案『マイ・フェア・レディ』においてジュリー・アンドリュース演じるイライザ・ドゥーリトルとレックス・ハリソン演じるヘンリー・ヒギンズ教授が出会う。

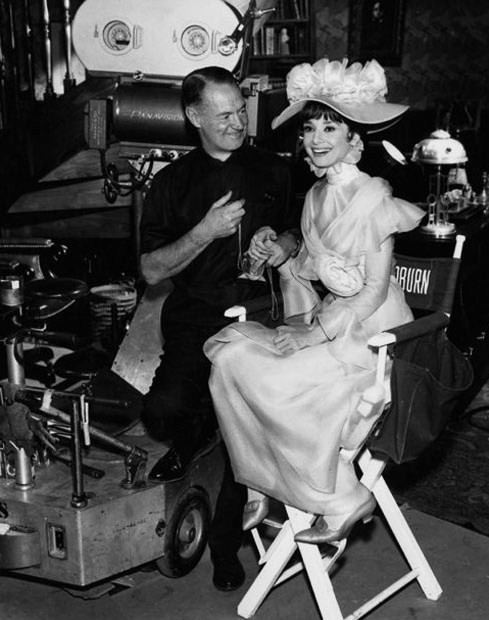
1964年のミュージカル映画『マイ・フェア・レディ』のセットでのイライザ・ドゥーリトルに扮するオードリー・ヘプバーン。

イライザ・ドゥーリトル（Eliza Doolittle）は、戯曲『ピグマリオン』（ジョージ・バーナード・ショー作、1912年）とそのミュージカル版『マイ・フェア・レディ』に登場するロンドン出身の架空の登場人物である。
イライザはコックニー（ロンドン下町訛り）の花売り娘であり、コヴェント・ガーデンでヘンリー・ヒギンズ教授と偶然出会った後、演説法の授業を依頼するために教授のもとを訪れる。ヒギンズは、ロンドンの上流階級社会の一員としてイライザが認められるように出来るか、という賭けの目的のためにこれに協力する。彼女のコックニー訛りには、Ain'tといった労働者階級のロンドン子の間で一般的な単語が含まれる; 「I ain't done nothing wrong by speaking to the gentleman」とドゥーリトルは述べた。
ドゥーリトルは音声訓練を受け、エチケットのルールを学ぶ。これらの注意の結果は、元の戯曲とそれに基づく様々な翻案の間で差異がある。

## 歴史
イライザの役は最初はパトリック・キャンベル夫人によって演じられた。夫人は当時ロンドンのウェスト・エンドの舞台で最も有名な女優であった。ショーは彼女のためにこの役を書き、多くの者が彼女はこの役には歳を取り過ぎていると考えたものの、彼女はこの役を勝ち取った。単語「bloody」の前例のない用法（台本で用意された強意語）は、キャンベルが台詞中で使った時に世間を騒がせた。
1938年の映画『ピグマリオン』のために、ジョージ・バーナード・ショーは若手イングランド人女優のウェンディ・ヒラーがドゥーリトルを演じることを個人的に依頼した。彼女は以前にヒギンズ役のレスリー・ハワードの相手役として舞台でドゥーリトルを演じていた。彼女の演技は、1964年にオードリー・ヘプバーンがミュージカル映画『マイ・フェア・レディ』で大成功を収めるまで、決定的な映画での描写となった。
ジュリー・アンドリュースは『マイ・フェア・レディ』の舞台版でミュージカル版ドゥーリトルを創出した（ヒギンズ役はレックス・ハリソン）。ジュリー・アンドリュースの降板後、サリー・アン・ハウズが1958年にイライザ・ドゥーリトル役を引き継いだ。ハリソンはドゥーリトル役のオードリー・ヘプバーンと並んで1964年の映画でヒギンズ役を再び演じた。多くの批評家はヘプバーンの「優美な」演技を大いに称賛した。「（マイ・フェア・レディ）に関して最高に幸せなことは」、Bosley Crowtherは述べた、「主演を彼女に任せるというジャック・ワーナーの決断をオードリー・ヘプバーンが見事に正当だと証明したことだ」。共演者のレックス・ハリソンもまたヘプバーンをお気に入りの主演女優と呼び、SoundstageのGene Ringgoldも「オードリー・ヘプバーンはすばらしい。彼女こそ現在のイライザだ」「ジュリー・アンドリュースがこの映画に出演しないのであれば、オードリー・ヘプバーン以外の選択肢はありえないという意見に反対するものは誰もいないだろう」とコメントした。ヘプバーンはイライザの役でダヴィッド・ディ・ドナテッロ賞の外国語主演女優賞を受賞している。
マルティン・マカッチョンは『マイ・フェア・レディ』の2001年ロンドンリバイバル公演においてこの役を演じた。多くは舞台に立たなかったため（健康問題が原因として挙げられている）、様々な代役がこの役を演じ、上演がドルリー・レーンのシアター・ロイヤルに移るより前にわずか5カ月で降板せざるを得なかったにもかかわらず、マカッチョンは2002年ローレンス・オリヴィエ賞でミュージカル主演女優賞を受賞した。代役の一人は当時はまだ無名の「ウェストエンドのファーストレディー」ことケリー・エリスであった。
ローレン・アンブローズは2018年にリンカーン・センター・シアターでの『マイ・フェア・レディ』のブロードウェーリバイバル公演においてこの役を演じた。彼女はこの演技で2018年トニー賞 ミュージカル主演女優賞にノミネートされ、2018年アウター・クリティクス・サークル賞ミュージカル優秀女優賞を受賞した。クリステン・アンダーソンがアンブローズの代役を務め、週に1回この役を演じた。ローラ・ベナンティは2018年10月にアンブローズの後を継ぎ、2019年7月までこの役を演じている。

## イライザ・ドゥーリトルの日
『マイ・フェア・レディ』の中でイライザによって歌われる曲「今に見てろ（原題: Just You Wait）」には以下の一節が含まれる。
One day I’ll be famous! I’ll be proper and prim;

Go to St. James so often I will call it St. Jim!

One evening the king will say:

'Oh, Liza, old thing,

I want all of England your praises to sing.

Next week on the twentieth of May

I proclaim ‘Liza Doolittle Day!'
『マイ・フェア・レディ』のファンはその後ずっと、毎年5月20日にイライザ・ドゥーリトルの日のインフォーマルな祝賀を行うことを好んでいる。